# Montecorvino Rovella
Montecorvino Rovella (Ruella in napoletano) è un comune italiano di 12 286 abitanti della provincia di Salerno in Campania.

## Geografia fisica
Il territorio comunale ha una superficie di 42 km² comprendente una zona montuosa e collinare dei monti Picentini.
Il capoluogo, Rovella, è situato a 295 m s.l.m. alle pendici dell'omonima collina.
- Classificazione sismica: zona 2 (sismicità media), Ordinanza PCM. 3274 del 20/03/2003.

## Storia
Il termine Corvinus è appellativo della gens Valeria (antica famiglia romana della Magna Grecia) e dei loro possedimenti.
Nel 269 a.C. i Romani, alla cui testa vi era il console Sempronio Sofo, sconfissero i Piceni, di un'antica regione sull'Adriatico, e li trapiantarono con forza in Campania tra il confine meridionale della lega nocerina, e il confine settentrionale della lega lucana, occupando il territorio posto tra i fiumi Sele e Sarno.
Fu costruita una città a cui venne dato il nome di Picenza (Picentia) e Picentini ne furono chiamati gli abitanti per distinguerli dai Piceni rimasti sull'Adriatico.
Più volte i picentini si ribellarono al giogo dei romani e Picentia venne rasa al suolo per ben due volte, finché i romani fecero obbligo ai Picentini di non ricostruire più la città, ma soltanto piccoli nuclei sparsi sul territorio.
Nacque Montecorvino, il cui nome secondo l'ipotesi, condivisa dagli storici, deriva dalla presenza dei corvi sulle alture del monte Nebulano che sovrasta il paese, oppure dal termine etrusco koràk letteralmente che è nero, ad indicare l'origine vulcanica del territorio, mentre il termine Rovella deriva dall'aggettivo Ribellus (ribelle) ad indicare gli abitanti di Picenza che si ribellarono all'autorità di Roma.
Rovella deriva da Rue elle (via corta): in campano infatti il paese viene chiamato Ruell.
Dal 1811 al 1860 è stato capoluogo dell'omonimo circondario appartenente al distretto di Salerno del regno delle Due Sicilie.
Dal 1860 al 1927, durante il regno d'Italia, è stato capoluogo dell'omonimo mandamento appartenente al circondario di Salerno.
Il 25 gennaio 1820 con decreto reale 1876 Montecorvino venne diviso in due dipartimenti: Rovella e Pugliano.
Con Regio Decreto n.623 del 28 marzo 1929, venne disposta la cessione di parte del territorio comunale che, insieme a parte del comune di Eboli, divenne il comune di Battipaglia.
Il 24 aprile 1988, un referendum popolare sancì il distacco della frazione di Bellizzi, che divenne ufficialmente comune autonomo il 2 gennaio 1990.

### Simboli
Lo stemma e il gonfalone del comune sono stati concessi con decreto del presidente della Repubblica del 17 aprile 2015.
 Il gonfalone è un drappo di azzurro.

## Monumenti e luoghi d'interesse

### Architetture civili
- Palazzo Pizzuti centro abitato
- Palazzo Pico / Budetta
- Palazzo Maiorini
- Palazzo Arminio / D'Arminio
- Palazzo Pizzuti frazione Nuvola
- Palazzo Giudicemattei
- Palazzo Bassi Capoluogo
- Palazzo Bassi frazione Ferrari
- Palazzo Bassi Frazione San Martino
- Conservatorio di Santa Sofia 1719

### Architetture militari
- Castello Nebulano, ruderi - Costruito in epoca longobarda tra il VI e il X secolo, assediato nel corso delle guerre di successione normanne (1122)[7], fu abbandonato definitivamente nel 1500[8].

### Architetture religiose
- Chiesa di Maria SS. delle Grazie 1487 - Piazza Budetta - Riaperta al pubblico il 9 febbraio 2019 - Gioiello d'arte
- Chiesa di Sant'Eustachio. Alla terza domenica di agosto, in questa chiesa si festeggia il ricordo dell'apparizione della Madonna dell'Eterno. Qui è custodita una copia della statua della madonna; l'originale è situata nel santuario omonimo.
- Santuario della Madonna dell'Eterno
- Chiesa di San Lazzaro
- Chiesa di San Bernardino da Siena
- Chiesa dei Santi Apostoli San Pietro e San Paolo (patroni di Montecorvino Rovella)
- Chiesa di Santa Maria della Pace, costruita per sancire la pace tra le due famiglie più importanti della storia di Montecorvino: i D'Arminio e i Damolidei
- Chiesa di Santa Maria degli Angeli
- Chiesa del Santissimo Rosario e San Rocco
- Chiesa dell'Addolorata
- Chiesa dello Spirito Santo
- Chiesa di San Filippo
- Chiesa longobarda di Sant'Ambrogio[9]
- Chiesa del Santissimo Salvatore e Sant'Andrea Apostolo. Situata nella frazione Gauro, è l'edificio religioso più antico del comune. La parrocchia ha festeggiato l'800º anniversario nel novembre del 2010: la più antica testimonianza, infatti, della sua esistenza risale al 4 ottobre 1210. La domenica successiva al 6 agosto si commemora la Trasfigurazione del Cristo sul Tabor, antichissima consuetudine risalente alla seconda metà del Quattrocento, documentata già nel secolo XVI[10].
- Chiesa Immacolata Concezione di Maria Vergine nella frazione Macchia, inaugurata il 29 agosto 2010
- Varie cappelle votive della Madonna Odigitria.

### Altro
- Osservatorio astronomico

## Radio
- Radio Rovella[senza fonte]

## Società

### Evoluzione demografica
Abitanti censiti

### Etnie e minoranze straniere
Al 31 dicembre 2020, a Montecorvino Rovella risultavano residenti 623 cittadini stranieri (il 5,1% della popolazione complessiva). Le comunità più rappresentate sono:
- Romania: 261
- Marocco: 159
- Ucraina: 48
- Bangladesh: 45

### Religione
La maggioranza della popolazione è di religione cristiana di rito cattolico; il comune appartiene alla forania di Montecorvino Pugliano-Montecorvino Rovella-Pontecagnano-Acerno dell'arcidiocesi di Salerno-Campagna-Acerno ed è suddiviso in cinque parrocchie. È inoltre presente una comunità evangelica

## Cultura

### Scuole
Nel territorio del comune di Montecorvino Rovella sono presenti la scuola primaria "Maria Pia di Savoia", l'Istituto Comprensivo "R. Trifone", noto per la Wind Orchestra composta dagli alunni della scuola, l'Istituto di Istruzione Superiore "Gian Camillo Glorioso", liceo scientifico e delle scienze umane, con integrazione sportiva.

## Geografia antropica

### Frazioni
In base allo statuto comunale di Montecorvino Rovella le frazioni sono:
- Chiarelli
- Cornea
- Ferrari
- Gauro
- Macchia
- Nuvola
- Occiano
- Martorano
- Marangi
- Molenadi
- San Martino
- Votraci

Fino al 1988 anche Bellizzi, ora Comune a sé, era frazione del comune di Montecorvino Rovella.

## Infrastrutture e trasporti

### Strade
- Strada Regionale 164 Bellizzi-Montecorvino Rovella-Acerno-Croci di Acerno-confine provincia, principale asse viario che lo collega a Bellizzi, Acerno e alla zona irpina di Montella e Bagnoli Irpino, Laceno.
- Strada Provinciale 26/b Giffoni Valle Piana-Montecorvino Rovella;
- Strada Provinciale 28/b Faiano-Montecorvino Pugliano-Montecorvino Rovella;
- Strada Provinciale 29/b Innesto SR ex SS 164-Salitto-Monticelli di Olevano sul Tusciano;
- Strada Provinciale 313 Innesto SS 18 (Bivio Pratole)-Innesto SP 323 (S. Vito);
- Strada Provinciale 324 Innesto SR 164-Macchia-Capaccola;
- Strada Provinciale 325/a Innesto SR 164-Pianella;
- Strada Provinciale 325/b Pianella-Innesto SP 428 (Frosina) (strada da completare);
- Strada Provinciale 326 Innesto SP 26/b-Gauro;
- Strada Provinciale 327 Innesto SP 26/b-Occiano;
- Strada Provinciale 340 Innesto SR 164-Santuario Madonna dell'Eterno.
- Strada Provinciale 428 Macchia Monticelli (Innesto SR 164-Olevano sul Tusciano).

I collegamenti del Trasporto Pubblico Locale sono garantiti dalla SitaSud, attraverso linee extraurbane per Salerno, Battipaglia, Pontecagnano e il Campus Universitario di Fisciano.

## Amministrazione
| Periodo          | Periodo          | Primo cittadino     | Partito                            | Carica  | Note |
| ---------------- | ---------------- | ------------------- | ---------------------------------- | ------- | ---- |
| 27 novembre 1987 | 18 giugno 1990   | Alberto Granese     | Partito Comunista Italiano         | Sindaco |      |
| 18 giugno 1990   | 19 dicembre 1990 | Corrado Della Corte | Democrazia Cristiana               | Sindaco |      |
| 19 dicembre 1990 | 9 giugno 1993    | Vincenzo Fortunato  | Partito Socialista Italiano        | Sindaco |      |
| 9 giugno 1993    | 24 aprile 1995   | Michele Picardi     | Democrazia Cristiana               | Sindaco |      |
| 24 aprile 1995   | 13 marzo 1996    | Michele Picardi     | Lista civica (PPI)                 | Sindaco |      |
| 27 maggio 1996   | 23 gennaio 1997  | Alfonso Della Corte | Alleanza Nazionale                 | Sindaco |      |
| 27 aprile 1997   | 14 maggio 2001   | Alfonso Della Corte | Lista civica (AN)                  | Sindaco |      |
| 14 maggio 2001   | 30 maggio 2006   | Alfonso Della Corte | Lista civica (AN)                  | Sindaco |      |
| 30 maggio 2006   | 19 giugno 2009   | Caio D'Onofrio      | Uniti per Rovella (IND)            | Sindaco |      |
| 30 marzo 2010    | 19 giugno 2012   | Giuseppe D'Aiutolo  | La Montecorvino che Vogliamo (PDL) | Sindaco |      |
| 26 maggio 2013   | 10 giugno 2018   | Egidio Rossomando   | Impegno Democratico (PD)           | Sindaco |      |
| 10 giugno 2018   | in carica        | Martino D'Onofrio   | Insieme per Cambiare (PD)          | Sindaco |      |

### Altre informazioni amministrative
Il comune fa parte della Comunità montana Monti Picentini.
Le competenze in materia di difesa del suolo sono delegate dalla Campania all'Autorità di bacino regionale Destra Sele.
Per quel che riguarda la gestione dell'irrigazione e del miglioramento fondiario, l'ente competente è il Consorzio di bonifica in Destra del fiume Sele.

## Sport
Ha sede nel comune la società ASD Montecorvino Rovella, che dopo una lunga assenza è tornata a calcare i campi di gioco nella stagione 2016/2017. Ha disputato nel primo anno di attività il campionato di terza categoria con buoni risultati, tanto da essere ripescata per la stagione 17/18 nel campionato di Seconda Categoria.
È presente sul territorio anche il G.S. Macchia, squadra attiva dal 1980.
A Montecorvino Rovella ha sede il parco di Callistenia Sergio Di Pasquale.

### Impianti sportivi
- Stadio comunale "Provenza", sito nella frazione Macchia
- Campi da tennis comunali di Macchia
- Piscina comunale di Macchia
- Campo sportivo P. Decoroso